# Parafia Wszystkich Świętych w Sieradzu
Parafia Wszystkich Świętych w Sieradzu – rzymskokatolicka parafia w Sieradzu, należąca do diecezji włocławskiej i dekanatu sieradzkiego I. Powołana w XI wieku. Obsługiwana przez księży diecezjalnych.

## Proboszczowie i administratorzy
- ks. Michał Jarmicki (1868–1879)[1]
- ks. prał. Władysław Mikołajewski (1879–1923)[1]
- ks. prał. Walery Pogorzelski (1923–1941)[2]
- ks. inf. Apolinary Leśniewski (1945–1983)
- ks. prał. Józef Frątczak (1983–1998)[3]
- ks. prał. Czesław Rawski (1998–2006)[4]
- ks. inf. dr Marian Bronikowski (od 2006)[5]

## Kościoły i kaplice
- kościół parafialny Wszystkich Świętych przy ul. Kolegiackiej
- kościół rektoralny św. Stanisława przy ul. Dominikańskiej
- kościół cmentarny św. Ducha przy ul. Wojska Polskiego
- kaplica św. Kajetana przy ul. Krakowskie Przedmieście